# Palayakayal
Palayakayal (Tamil: பழையகாயல் Paḻaiyakāyal [ˈpaɻɛi̯jəkaːjəl], „Alt-Kayal“, auch Palayakkayal) ist ein Dorf im Distrikt Thoothukudi des indischen Bundesstaates Tamil Nadu. Möglicherweise ist das heute unbedeutende Dorf Palayakayal mit der alten Hafenstadt Kayal (Tamil: காயல் Kāyal [ˈkaːjəl]) identisch, die im Mittelalter ein Zentrum des Überseehandels war.
Palayakayal liegt am Nordrand des Mündungsdeltas des Thamirabarani-Flusses rund 15 Kilometer südlich der Distrikthauptstadt Thoothukudi und vier Kilometer von der Meeresküste entfernt. Durch die Ablagerung von Sedimenten hat sich die Küstenlinie im Bereich des Thamirabarani-Deltas im Laufe der Geschichte fortlaufend ins Meer hinein verschoben. Deshalb mussten mehrfach Häfen aufgegeben und näher an die Küste verlegt werden. Der älteste Hafen im Thamirabarani-Delta war das antike Korkai, fünf Kilometer südwestlich von Palayakayal gelegen. Nach dem Verlanden von Korkai wurde der Hafen an einen Ort namens Kayal verlegt. Marco Polo besuchte im Jahr 1292 Kayal, das er in seinem Reisebericht unter dem Namen Cail beschreibt. Laut Marco Polo war Cail eine „große und noble Stadt“ und die Anlaufstelle für alle Schiffe, die von der Arabischen Halbinsel kamen. Robert Caldwell, der Bischof von Tirunelveli, der im 19. Jahrhundert die Geschichte der Region erforschte, ging davon aus, dass Marco Polos Cail mit dem heutigen Palayakayal („Alt-Kayal“) identisch ist. Nur zwölf Kilometer südlich von Palayakayal befindet sich aber auch die fast gleichnamige muslimische Hafenstadt Kayalpattinam (pattinam bedeutet „Stadt“), die schon früh ein Zentrum des Arabienhandelns war. Beiden Ortsnamen liegt das tamilische Wort kayal für „Lagune“ zugrunde. Um die Verwirrung komplett zu machen, liegt im Thamirabarani-Delta genau zwischen Palayakayal und Kayalpattinam noch ein dritter Hafen mit dem Namensbestandteil kayal, nämlich Punnaikayal, welches im 16. Jahrhundert den Portugiesen als Stützpunkt diente.